# Domee Shi
Domee Shi (en chino, 石之予; pinyin, Shí Zhīyǔ; Chongqing, 8 de septiembre de 1989) es una animadora, directora y guionista gráfica china-canadiense. Desde 2011 se desempeña en Pixar, donde ha contribuido a películas del estudio como Inside Out, Los Increíbles 2 y Toy Story 4. En 2018 dirigió el corto Bao, convirtiéndose en la primera mujer en dirigir un corto en Pixar. El corto le valió el Óscar al mejor cortometraje animado en la 91.ª edición de los Premios Óscar y sus previas contribuciones a películas de Pixar le dieron varias nominaciones en los Premios Annie, los International Online Cinema Awards y el Festival de cine de Tribeca.
Su primera película como directora es Turning Red (2022).

## Biografía
Shi nació en Chongqing, China, en septiembre de 1989. Siendo hija única, inmigró a los dos años junto a sus padres a Canadá. Pasó seis meses en Terranova y Labrador antes de establecerse en Toronto, donde creció aprendiendo sobre arte junto a su padre, ya que él era un profesor de bellas artes y pintor de paisajes en China. Si bien su madre fue la principal inspiración en Bao, Shi comenta que ella no era una "persona súper emocional" y que "siempre se aseguraba de que nunca me alejara demasiado, de que estuviera a salvo". Durante su infancia, Shi vio muchas películas de Studio Ghibli y Disney, que la expusieron al cine y animación asiática.
Mientras realizaba sus estudios secundarios, Shi organizaba maratones de series de anime y manga, llegando a ser vicepresidenta del club de anime de su escuela. Comenzó a publicar su trabajo en DeviantArt lo que le permitió entrar en contacto con otros artistas y generar contactos. Esto la inspiró a estudiar animación en Sheridan College tras su graduación en la escuela secundaria.
Durante su segundo año en la universidad, Shi participó en una clase de la animadora Nancy Beiman lo que la llevó a especializar su carrera al guion gráfico. En 2009 realizó una pasantía en Chuck Gammage Animation. Se graduaría en 2011, realizando un corto animado.

## Carrera
Tras graduarse, Shi trabajó brevemente como instructora de dibujos animados con énfasis en el diseño de personajes y la creación de cómics. En 2011, aceptó una invitación para realizar una pasantía en Pixar como artista del guion gráfico. También trabajó en un webcómic titulado My Food Fantasies, lo que la inspiró a realizar historias relacionadas con comida.
La primera película en la que participó en Pixar fue Inside Out, realizando guiones gráficos. Más adelante trabajaría en The Good Dinosaur, Toy Story 4 y Los Increíbles 2.
Su corto Bao comenzó a desarrollarse como un proyecto secundario durante su trabajo en Inside Out. Bao, junto a otros dos proyectos fue presentado a Pete Docter para obtener apoyo. El corto fue finalmente aprobado en 2015, convirtiendo a Shi en la primera mujer en dirigir un corto en el estudio, teniendo su estreno en el Festival de cine de Tribeca de 2018. El corto le valió a Shi el Óscar al mejor cortometraje animado en 2019.

### Turning Red
En mayo de 2018 se reportó que Shi se encontraba desarrollando una película como directora en Pixar, confirmandoló por su cuenta en noviembre del mismo año.
El 9 de diciembre de 2020 se anunció que el título de su película sería Turning Red, también se reveló la historia principal de esta. Su primer tráiler fue presentado el 13 de julio de 2021.

## Filmografía

### Películas
| Año  | Título            | Directora | Guionista | Storyboard  | Otro | Notas                  |
| ---- | ----------------- | --------- | --------- | ----------- | ---- | ---------------------- |
| 2015 | Inside Out        | No        | No        | Sí          | No   |                        |
| 2015 | The Good Dinosaur | No        | No        | Sí          | No   |                        |
| 2018 | Los Increíbles 2  | No        | No        | Adicionales | No   |                        |
| 2019 | Toy Story 4       | No        | No        | Sí          | Sí   | Equipo creativo sénior |
| 2020 | Onward            | No        | No        | No          | Sí   | Equipo creativo sénior |
| 2020 | Soul              | No        | No        | No          | Sí   | Equipo creativo sénior |
| 2021 | Luca              | No        | No        | No          | Sí   | Equipo creativo sénior |
| 2022 | Turning Red       | Sí        | Sí        | No          | Sí   | Equipo creativo sénior |
| 2022 | Lightyear         | No        | No        | No          | Sí   | Equipo creativo sénior |
| 2023 | Elemental         | No        | No        | No          | Sí   | Equipo creativo sénior |
| 2024 | Inside Out 2      | No        | No        | No          | Sí   | Equipo creativo sénior |
| 2025 | Elio              | Sí        | No        | No          | Sí   | Equipo creativo sénior |

#### Cortometrajes
| Año  | Título  | Directora | Guionista | Storyboard | Otro | Notas                  |
| ---- | ------- | --------- | --------- | ---------- | ---- | ---------------------- |
| 2018 | Bao     | Sí        | Sí        | Sí         | No   |                        |
| 2019 | Purl    | No        | No        | No         | Sí   | Voz de las oficinistas |
| 2019 | Kitbull | No        | No        | No         | Sí   | Historia               |

## Premios y nominaciones
Premios Óscar
| Año  | Categoría                           | Película | Resultado |
| ---- | ----------------------------------- | -------- | --------- |
| 2019 | Óscar al mejor cortometraje animado | Bao      | Ganadora  |

| Año  | Premio                             | Categoría                                            | Nominado    | Resultado | Ref   |
| ---- | ---------------------------------- | ---------------------------------------------------- | ----------- | --------- | ----- |
| 2016 | XLIII Premios Annie                | Mejor Storyboard (En una producción Cinematográfica) | Inside Out  | Nominada  | [ 1 ] |
| 2018 | International Online Cinema Awards | Premio Halfway y Mejor Película Animada              | Bao         | Nominada  | [ 1 ] |
| 2018 | Festival de cine de Tribeca        | Mejor corto narrativo                                | Bao         | Nominada  | [ 1 ] |
| 2023 | 95.ª edición de los Premios Óscar  | Mejor película de animación                          | Turning Red | Nominada  | [ 1 ] |